# Афипс
Афипс (рус. Афипс, адиг. Афыпс) река је на југу европског дела Руске Федерације. Протиче преко територије Краснодарске покрајине и Републике Адигеје, односно преко њиховог Северског и Тахтамукајског рејона. Лева је притока реке Кубањ и део басена Азовског мора. 
Извире на североисточним обронцима планине Велики Афипс и тече углавном у меридијсанском правцу дужином од 96 km. Површина њеног басена је 1.380 km², док је просечан проток око 4 m³/s. У доњем делу тока, непосредно пре ушћа у Кубањ, протиче кроз вештачко Шапсушко језеро. Најважније притоке су Шебш са десне и Убинка са леве стране. У горњем и средњем делу тока ниво воде у кориту је доста низак, док дубине нагло расту низводно од ушћа Шебша. 
Највећи део воде у реци потиче из подземних извора (грунт) и из падавина. Највиши водостај је у пролеће када се топи снег у планинама, док је најнижи крајем лета и с почетка јесени. Током хладнијих зима могуће је потпуно замрзавање, а под ледом је углавном током јануара и фебруара. У басену Афипса се налазе бројни минерални извори, а најпознатији међу њима су Запорошки извори у долини Убинке. Кроз корито Афипса годишње у просеку протекне око 130 милиона m³ воде, те око 50.000 тона наносног материјала. 
Река Афипс, између осталих, протиче кроз насеља Афипски и Смоленскаја.